# Бейсекеев, Кабжан Бейсекеевич
Бейсекеев Кабжан (родился 1906 году в селе Каратал) в возрасте 6 лет остался без отца.в 1928-1930 гг был председателем аульного Совета.В 1930-1933 гг работал счетоводом.В 1933-1937 гг секретарь сельского  Совета ауыла им.К.Маркса.В 1937 направлен на 2-х месячные курсы финансистом г.Петропавловск.После окончания курсов работал инспектором Каратальского районного госстраха.В 1941-1945 г. участвовал в Великой отечественной войне.Награжден 3-мя наградами,4-мя благодарностями.1946 г. работал инструктором райисполкома.В 1946-1947 г. представитель Жанааркинского сельсовета.В 1947 г. избран депутатом Верховного Совета КазССР, работал заместителем председателя районного исполнительного комитета.Совета КазССР, работал зам.председателем районного исполнительного комитета.